# Erwin-Strittmatter-Gymnasium
Das Erwin-Strittmatter-Gymnasium ist ein Gymnasium in Spremberg im Landkreis Spree-Neiße. Namensgeber der Schule ist der in Spremberg geborene Schriftsteller Erwin Strittmatter, der das Gymnasium zeitweilig besuchte. Die Gründung der Schule geht auf das Jahr 1860 zurück.
Im Gymnasium wurden im Schuljahr 2024/2025 insgesamt 561 Schüler von 43 Lehrern unterrichtet.

## Standort
Die Schule hat ihren Standort auf der Mittelstraße 1 in Spremberg und liegt an der Spree (51° 34′ 21,2″ N, 14° 22′ 22,8″ O). Hier werden alle Klassen  bis 12 bis zum Abitur unterrichtet. Außerdem gibt es auch 5. und 6. Klassen, weil sich die Schule am Modellversuch Leistungsklassen beteiligt.
Zwischenzeitlich gab es einen zweiten Standort, damals Schulteil „Süd“ genannt. Er befand sich in der Kraftwerkstraße 78 im Ortsteil Trattendorf (51° 33′ 2,2″ N, 14° 22′ 48,3″ O). Nach Anbau und Sanierung würde er geschlossen.

## Geschichte

### 1860 bis 1914
Bedingt durch die Industrialisierung und den vermehrten Zuzug in die Städte in den 1860er Jahren wurde auch in Spremberg in der Niederlausitz ein Schulneubau durch einige Spremberger Bürgerfamilien beschlossen, da die ursprüngliche Stadtschule mit ihren sechs Klassen nicht mehr ausreichte. Zunächst galt die höhere Privatschule Am Markt 6 als Knabenschule. 1861 entstand dann eine Realschule, in der am 21. März 1865 die ersten Schüler ihr Abitur ablegten.

### Neubau 1911
Die Stadtverordneten beschlossen wegen des guten Rufs der Schule und der dadurch immer weiter wachsenden Schüleranzahl im Jahr 1907, einen neuen Schulbau auf dem Grundstück Mittelstraße 1 zu errichten. Aus einem 1908 durchgeführten Architektenwettbewerb ging der Entwurf der Berliner Architekten Ferdinand Köhler und Paul Kranz hervor, der 1909–1911 ausgeführt wurde. Der neue Schulbau war ein moderner und größer als der bisherige. Insgesamt wurden zwölf Klassenzimmer, je drei Physik- und Chemieräume, ein Gesangssaal, eine Lehrerbibliothek, Konferenzzimmer, eine Turnhalle sowie eine Aula und weitere Räume gebaut. Das Wohnhaus des Direktors war – wie damals im Schulbau durchaus üblich – mit dem Schulgebäude durch einen Zwischenbau verbunden, sodass der Schulleiter immer präsent war.

### 1914 bis 1945
Zu Beginn des Ersten Weltkriegs legten sieben Primaner das Notabitur ab, um danach freiwillig als Soldaten in den Krieg zu ziehen. Als zahlreiche weitere Schüler ihnen folgten, mussten die obersten beiden Klassen komplett aufgelöst werden. In den 1920er Jahren wurden zum ersten Mal auch Mädchen in die Schule aufgenommen. Somit wuchs nicht nur das Potenzial der Bildungsstätte, sondern auch die Schülerzahl. Später legten auch sie erfolgreich ihre Reifeprüfung ab.
Zum Schuljahr 1930/1931 beschloss man, die beiden Schulteile (Am Markt 6 und Mittelstraße 1) zu einem Reformrealgymnasium zusammenzuschließen. Im August 1944 wurde befohlen, dass das Schulgebäude Mittelstraße 1 geräumt und in ein Lazarett umgewandelt werden sollte. Der Unterricht fand stattdessen im Gebäude der Kommunalen Berufsschule an der Heinrichstraße statt. Erst 1949 konnten Schüler und Lehrer aus dem Notquartier in ihre Schule zurückkehren.

### Von 1945 bis zur Schulzusammenlegung
Am 28. August 1950 wurde im Zuge der Schaffung des Weltfriedensrats der Schülerfriedensrat der neu ernannten Karl-Marx-Oberschule gegründet. Im Zuge der staatlichen Jugendbewegungen und Betreuung wurden zunehmend Arbeitsgemeinschaften zur Freizeitbeschäftigung gegründet. Im Jahr 1957 wurde das Acht-Klassen-Abschlusssystem in ein Zehn-Klassensystem umgewandelt. Die Schule führte weiterhin zum Abitur, aber es gab eine Neuprofilierung der Schule zur Allgemeinbildenden zehnklassigen Polytechnischen Oberschule „Karl Marx“ und zur Erweiterten Oberschule „Karl Marx“ für die neunten bis zwölften Klassen. Zur damaligen Zeit brauchte ein Schüler oder eine Schülerin nur zwölf Jahre, um das Abitur zu erlangen.
Um 1985 zogen dann die elften und zwölften Klassen der Erweiterten Oberschule in den Stadtteil Trattendorf, wo sie in der „Arthur-Becker-Oberschule“  den Schulteil „Erweiterte Oberschule“ bildeten.

### Schulzusammenschluss
Unter den Schulen der Stadt und vor allem unter den beiden Gymnasien (Kraftwerkstraße 78 in Trattendorf und Mittelstraße 1 in Spremberg) kam ein gewisser Konkurrenzkampf auf. In der kleinen Stadt Spremberg war es jedoch nicht möglich, zwei Gymnasien zu unterhalten, da die Schüleranzahl zu gering war und ein rasantes Anwachsen der Schülerzahlen sich nicht abzeichnete. Deswegen ordnete das Ministerium für Bildung, Jugend und Sport einen Zusammenschluss der Schulen an.
Beide Schulteile existierten bis 1. November 1992 selbständig. Man hatte andere Lehrer, andere Unterrichtszeiten, andere Methoden, Systeme und vor allem Schüler anderer Altersklassen, in Spremberg die Schüler der Klassen sieben bis zehn und in Trattendorf die Klassen elf bis dreizehn. Dem damals neu ernannten Schulleiter Elmar Schollmeier gelang es, diese Aufgabe zu bewältigen. Auf diese Weise entstanden die beiden heutigen Schulteile des „Erwin-Strittmatter-Gymnasiums“, der Hauptteil in Trattendorf und das zweite Haus im Zentrum von Spremberg. Von Schülern und Lehrern werden die beiden Teile normalerweise als Spree und Süd statt mit den offiziellen Namen Hauptteil und Haus Zwei bezeichnet.

### Benennung zum Erwin-Strittmatter-Gymnasium

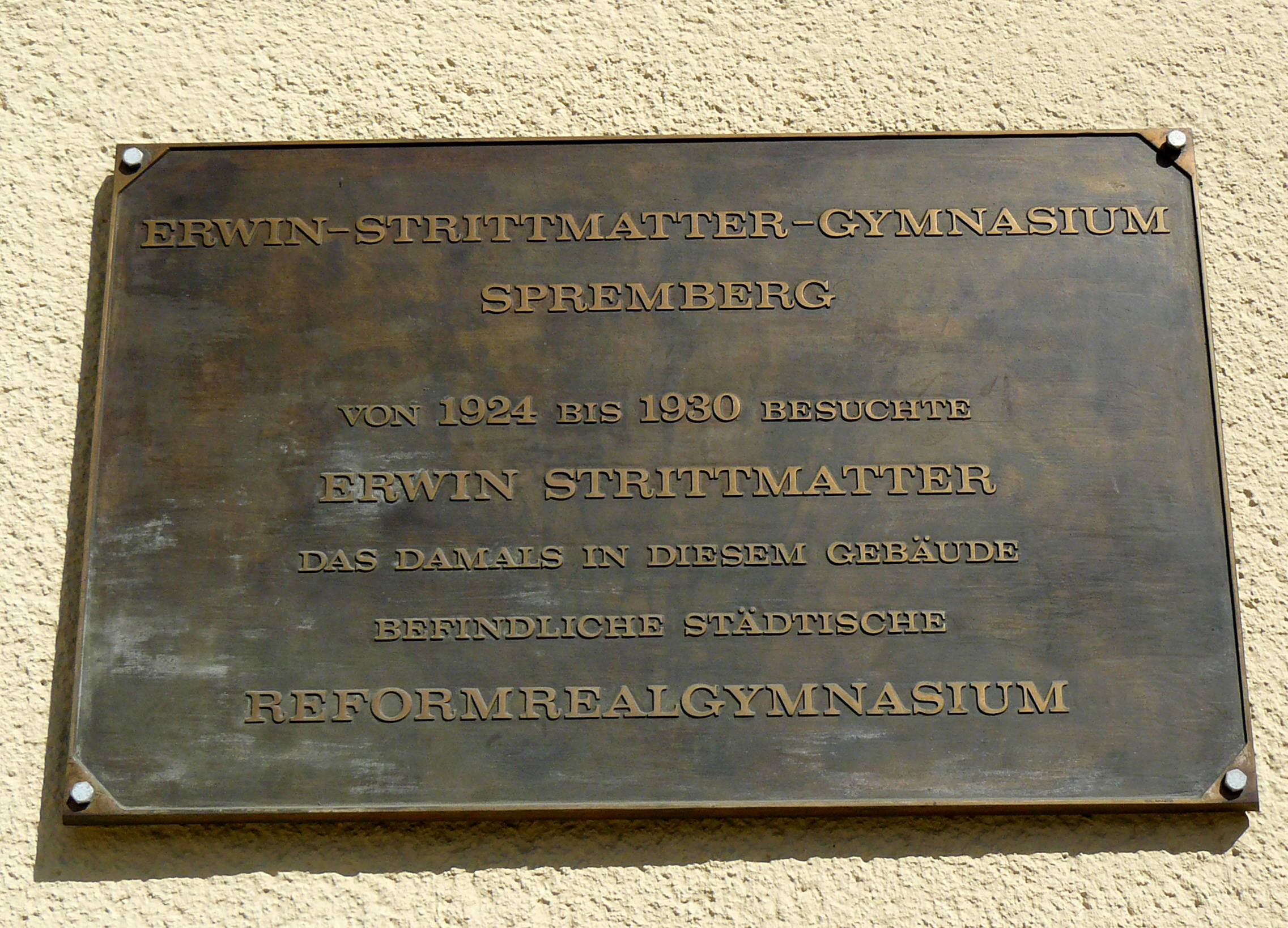
Gedenktafel am Erwin-Strittmatter-Gymnasium in Spremberg

Aus einer Vielzahl von Ideen zur Namensgebung kamen letztendlich die Varianten Erwin-Strittmatter-Gymnasium und Spremberger-Gymnasium zur Auswahl, wobei Erwin-Strittmatter-Gymnasium bei allen Beteiligten den meisten Zuspruch fand. Am 23. Januar 1996 erfolgte die feierliche Namensverleihung durch den Landrat des Spree-Neiße-Kreises, Dieter Friese. Das Geschehen wurde ob des Andrangs in der Aula live in die Turnhalle übertragen.
Passend zum Anlass gestalteten die Schüler ein Kulturprogramm, in dem sie die Schulzeit des Schriftstellers, der auch das damalige Realgymnasium besucht hatte, Revue passieren ließen. Sie lasen aus Strittmatters Werken und trugen Gedichte vor.
Das 1911 fertiggestellte Schulgebäude steht heute unter Denkmalschutz. Ab 2001 wurde es renoviert und modernisiert. Dafür wurde der Unterricht für ein ganzes Jahr in das Oberstufenzentrum in Schwarze Pumpe verlagert.

## Auszeichnungen und weitere Besonderheiten
- Die Schule beteiligt sich regelmäßig an verschiedenen Wettbewerben und Olympiaden. Ihre Vertreter gewannen unter anderem bei den 11. Cottbuser Schüler-(Klein)-Kunst-Tagen 2006 den PEGASUS in der Sparte Theater und wurden 2001 Bundessieger im Fremdsprachenwettbewerb.
- 2007 richtete die Schulleitung eine Leistungs- und Begabungsklasse ein.
- Seit dem Schuljahr 2006 existiert eine Bläserklasse in Kooperation mit der Musik- und Kunstschule des Landkreises Spree-Neiße.
- Die Schülerzeitung des Gymnasiums heißt Der Überflieger.
- Nachdem bekannt worden war, dass Strittmatter sich im Krieg zur Schutzpolizei (Teil der Ordnungspolizei) gemeldet und auch im SS-Polizei-Gebirgsjäger-Regiment 18 gedient hatte, empfahl der amtierende Bürgermeister der Stadt Spremberg, Klaus-Peter Schulze die Empfehlungs, die nach Erwin Strittmatter benannte Promenade umzubenennen. Die Stadtverordnetenversammlung der Stadt Spremberg entschied sich gegen diese Empfehlung. In diesem Zusammenhang wurde auch über eine Umbenennung des örtlichen Erwin-Strittmatter-Gymnasiums nachgedacht.[5] Auch diese Umbenennung wurde abgelehnt. (1942 wurden alle Polizei-Bataillone in Polizei-Regimenter zusammengefasst, 1943 erhielten alle Polizei-Regimenter einen SS-Zusatz, sie blieben aber Einheiten der Ordnungspolizei. Es gibt aber immer wieder Verwechslungen mit der Polizei-Division, die 1942 in die Waffen-SS eingegliedert wurde.)